# Residenza fiscale delle persone fisiche
La residenza fiscale delle persone fisiche è un concetto fondamentale nel diritto tributario, poiché determina l'obbligo fiscale di un individuo verso uno Stato specifico. Essa stabilisce il Paese in cui una persona fisica deve pagare le imposte sui redditi, indipendentemente dal luogo in cui tali redditi sono stati generati.

## Criteri di determinazione della residenza fiscale
La determinazione della residenza fiscale varia secondo le leggi nazionali, ma solitamente si basa su criteri comuni, tra cui:
- Presenza fisica: molti Paesi considerano una persona residente se trascorre più di un certo numero di giorni sul loro territorio in un anno fiscale (solitamente 183 giorni).
- Domicilio e residenza abituale: il domicilio si riferisce spesso al luogo in cui una persona ha la propria abitazione principale o vive stabilmente.
- Centro degli interessi vitali: riguarda le connessioni personali e professionali di una persona, come il luogo di residenza dei familiari o delle principali attività economiche.

## Residenza fiscale in Italia
In Italia, la residenza fiscale delle persone fisiche è disciplinata dal Testo Unico delle Imposte sui Redditi (TUIR), che stabilisce tre criteri per qualificare una persona come residente fiscale 
1. Presenza di almeno 183 giorni: se una persona trascorre in Italia più di 183 giorni in un anno fiscale, può essere considerata residente fiscale.
2. Domicilio: secondo l’art. 43 del Codice Civile, il domicilio è inteso come la sede principale degli affari e degli interessi[2].
3. Residenza anagrafica: se una persona risulta registrata come residente in un Comune italiano per la maggior parte dell'anno fiscale, essa è considerata fiscalmente residente in Italia.

Se uno di questi criteri è soddisfatto, l'individuo è considerato residente fiscale in Italia e soggetto alla tassazione sui redditi ovunque prodotti, secondo il principio della tassazione mondiale.

### Implicazioni fiscali per le persone fisiche
Residenti fiscali
I residenti fiscali italiani sono soggetti a tassazione su tutti i redditi prodotti sia in Italia sia all'estero, e devono quindi dichiarare e pagare le imposte su tutte le fonti di reddito, indipendentemente dal Paese di origine.
Non residenti fiscali
I non residenti fiscali, invece, sono tassati in Italia solo sui redditi prodotti nel territorio italiano. Ciò significa che chi non è residente fiscale in Italia paga imposte italiane esclusivamente sui redditi da fonti italiane, come redditi immobiliari e lavoro svolto in Italia.

### Residenza fiscale e convenzioni internazionali
Per evitare la doppia imposizione fiscale (la possibilità che una persona sia considerata residente in due Paesi), l'Italia ha stipulato varie convenzioni basate sul Modello OCSE 
Queste convenzioni includono norme specifiche, dette tie-breaker rules, che risolvono i conflitti di residenza. Le tie-breaker rules considerano elementi come:
- Luogo dell’abitazione permanente
- Centro degli interessi vitali
- Nazionalità della persona

Se una persona risulta residente in due Paesi, le convenzioni bilaterali stabiliscono in quale dei due la residenza fiscale prevale, per evitare la doppia tassazione.

## Controversie e casi particolari
Alcuni casi particolari sorgono per individui che lavorano in più Paesi o si spostano frequentemente per motivi di lavoro o personali. Tra i casi più comuni vi sono:
- Doppia residenza: situazioni in cui una persona soddisfa i requisiti di residenza fiscale in due Stati diversi.
- Lavoratori transfrontalieri: individui che risiedono in uno Stato ma lavorano in un altro.
- Nomadi digitali e lavoratori in remoto: persone che vivono in un Paese diverso rispetto a quello della sede lavorativa.

Le convenzioni bilaterali e le disposizioni nazionali cercano di risolvere queste controversie per evitare la doppia imposizione.